# Ceromya cothurnata
Ceromya cothurnata là một loài ruồi trong họ Tachinidae.